# Trepa
Trepa, arnoglosa trepa (Arnoglossus thori) – gatunek morskiej ryby flądrokształtnej z rodziny skarpiowatych (Bothidae).

## Występowanie
Wschodni Atlantyk od Irlandii po Sierra Leone i Wyspy Zielonego Przylądka, oraz zachodnia część Morza Śródziemnego i Morze Czarne.
Żyje na szelfie kontynentalnym na głębokości 15–100 m (maksymalnie do 300 m).

## Cechy morfologiczne
Dorasta do 18 cm długości. Wzdłuż linii bocznej 49–56 łusek. W płetwie grzbietowej 81–91 promieni, w płetwie odbytowej 61–69 promieni. Drugi promień płetwy grzbietowej silnie wydłużony, z ciemną, frędzelkowatą błoną. 
U dorosłych osobników pierwsze 3–4 promienie płetwy grzbietowej prawie czarne, u młodych osobników ciemny jest jedynie drugi, wydłużony promień.

## Odżywianie
Żywi się małymi rybami i bezkręgowcami.

## Rozród
Dojrzewa płciowo  w wieku 2 lat przy długości ok. 12 cm. W północnym Atlantyku i Morzu Śródziemnym trze się od IV do VII. Ikra jest pelagiczna.

## Znaczenie
Nie ma większego znaczenia w rybołówstwie.